# مقاومة بلانك

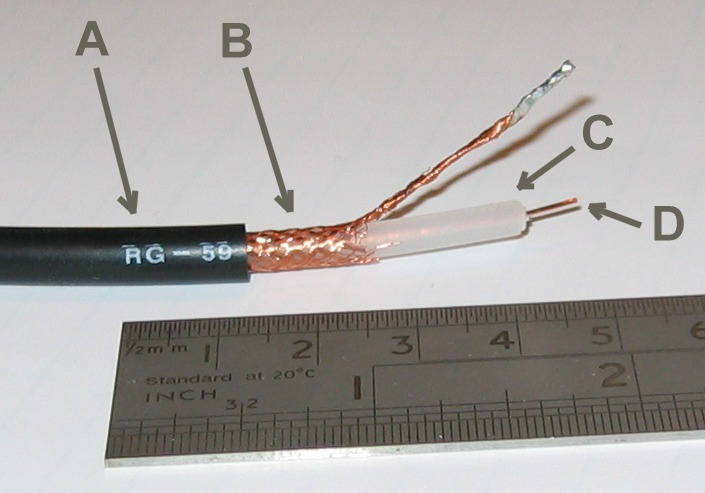

مقاومة بلانك (بالإنجليزية: Planck impedance )‏ هي وحدة المقاومة الكهربائية ، يرمز لها بواسطة ZP ، في نظام الوحدات الطبيعية المعروفة باسم وحدات بلانك .
{\displaystyle Z_{P}={\frac {V_{P}}{I_{P}}}={\frac {1}{4\pi \epsilon _{0}c}}={\frac {Z_{0}}{4\pi }}\approx } 29.9792458 Ω
حيث أن :
- {\displaystyle V_{P}} جهد بلانك
- {\displaystyle I_{P}} تيار بلانك
- {\displaystyle c} سرعة الضوء في الفراغ
- {\displaystyle \epsilon _{0}} سماحية الفراغ الحر
- {\displaystyle Z_{0}} مقاومة الفراغ الحر